# Poor Cinderella
Poor Cinderella (título original de Betty Boop in Poor Cinderella, em português Pobre Cinderela) é um curta-metragem animado de 1934 do Fleischer Studios com Betty Boop. Poor Cinderella foi o primeiro filme colorido do Fleischer Studios e a única aparição de Betty Boop em cores durante a era Fleischer. Curta de animação apresentado por Max Fleischer e no Fleischer Studios. Também foi primeira série de curtas animados da Paramount Pictures em cores.

## Sinopse
Cinderela (interpretada por Betty Boop) é uma jovem pobre forçada a ser virtualmente a escrava de suas duas irmãs feias, que exigem que as prepare para o baile do príncipe enquanto ela fica em casa para lamentar sua solteirice, cantando que ninguém a ama, e que seu único consolo são seus sonhos, mas ela tem esperança de ser uma verdadeira princesa algum dia. Cinderela é visitada por sua fada madrinha, que concede seu desejo de participar do baile do príncipe, dando-lhe roupas bonitas, uma carruagem e os tradicionais sapatinhos de cristal, com o aviso de que ela deve sair à meia-noite antes que o feitiço acabe.
Durante o baile, o Príncipe Encantado, incentivado por um Cupido empunhando martelo, desce as escadas da maneira real e instantaneamente encontra Cinderela. Os dois se divertem maravilhosamente dançando juntos, mas quando a meia-noite bate, ela sai correndo do baile, deixando para trás um dos sapatinhos de cristal. O príncipe proclama que quem colocar o pé no sapato será sua esposa; todas as donzelas se alinham em fila para tentar, sem que nenhuma consiga, até que Cinderela chegue e calce o sapato facilmente. Os dois se casam, e as irmãs feias ficam discutindo até que as portas do título final batam nas suas cabeças.